# Paula Markovitch
Paula Markovitch (28 de mayo de 1968, Buenos Aires) es una cineasta y escritora argentina, naturalizada mexicana, que radica en el país norteamericano desde los 22 años.

## Biografía
Paula Genoveva Markovitch Edelstein nació en 1968 en Buenos Aires, Argentina. En 1976, ocho años después de su nacimiento, la familia Markovitch se trasladó a San Clemente del Tuyú, donde vivió hasta la edad de doce años. Después de mudarse a la ciudad de Córdoba, comenzó a escribir poesía, cuentos y obras de teatro, y estudia cine y literatura. A la edad de 22 años, Markovitch emigró a México. 
A mediados de los años 1990 Markovitch comenzó a afianzarse como guionista en el cine y la televisión mexicanos. En 1995 cosecha elogios con su primer guion para un largometraje, encargado por Televicine (productora de cine propiedad del Grupo Televisa) al director Carlos Carrera, titulado Sin remitente. El drama sobre un viejo y solitario trabajador postal (interpretado por Fernando Torre Lapham), que recibe falsas cartas de amor por parte de una molesta vecina (interpretada por Tiaré Scanda), compitió en el concurso de 1995 del Festival Internacional de Cine de Venecia y en 1996 ganó cuatro premios Ariel. En 1998, Markovitch fue nominada a un importante premio del cine mexicano por su trabajo en Elisa antes del fin del mundo (también producida por Televicine, en 1997), drama de una niña que se involucra en el atraco a un banco con el fin de evitar la ruina financiera de los padres.
Después de seguir trabajando en series y documentales, en 2007 hizo el guion de Dos abrazos del director mexicano Enrique Begné. Markovitch también trabajó con éxito un par de veces con el director originario de la Ciudad de México Fernando Eimbcke. Una de estas colaboraciones fue Temporada de patos (2004), la historia de cuatro jóvenes que involuntariamente pasan un domingo juntos en un apartamento, largometraje con el que lograron renombre internacional.
Además de su trabajo como guionista, Markovitch realizó en 1999 Perriférico, su primer cortometraje, en el que aparece Diego Luna. Esto le valió una invitación a la competencia del Festival Canadiense de Cine del Mundo. Después de un segundo cortometraje, Música de ambulancia, Markovitch realiza su ópera prima El premio, una coproducción de 2011 entre México, Francia, Polonia y Alemania, para la cual también escribió el guion. Es la historia semiautobiográfica de una joven hija de unos disidentes políticos que viven en el exilio en su propio país, Argentina, a causa de la dictadura militar que sufrió esa nación en los años 1970. La película ganó los premios Oso de Plata a mejor fotografía y a mejor diseño de producción en el Festival de Cine de Berlín de 2012. 
De 2017 es su segundo largometraje, Cuadros en la oscuridad, una coproducción de México, Argentina y Alemania.
 En febrero de 2017 viaja con un pequeño equipo a Alemania para rodar de manera no profesional escenas en el Festival de Cine de Berlín, a donde acude el protagonista de su tercer largometraje El actor principal (2019), rodado en su mayor parte en dos hoteles de Ciudad de México. A inicios de 2022 vuelve a su país natal para rodar su cuarto largometraje, Ángeles, una coproducción de México y Argentina; en este mismo año, la Escuela Superior de Cine (ESCine) publica su libro Cacerías imaginarias.
Paula Markovitch se ha desempeñado, además, como docente en distintas instituciones de educación superior y como asesora para el IMCINE.

## Filmografía
| Año  | Título                        | Área                                                    | Nota                       |
| ---- | ----------------------------- | ------------------------------------------------------- | -------------------------- |
| 1995 | Sin remitente                 | Guion                                                   |                            |
| 1997 | Elisa antes del fin del mundo | Guion                                                   |                            |
| 1998 | Al borde                      | Guion                                                   |                            |
| 1999 | Perriférico                   | Guion y dirección                                       | Cortometraje               |
| 2004 | Temporada de patos            | Guion                                                   |                            |
| 2007 | Dos abrazos                   | Guion                                                   |                            |
| 2008 | La vida en corto, volumen 2   | Guion y dirección del cortometraje Música de ambulancia | Antología de cortometrajes |
| 2008 | Lake Tahoe                    | Guion                                                   |                            |
| 2010 | Una pared para Cecilia        | Guion                                                   |                            |
| 2011 | El premio                     | Guion y dirección                                       |                            |
| 2015 | Ayotzinapa 26                 | Guion y dirección de un episodio                        | Largometraje de episodios  |
| 2017 | Cuadros en la oscuridad       | Guion y dirección                                       |                            |
| 2019 | El actor principal            | Guion y dirección                                       |                            |
| 2021 | La caja                       | Guion                                                   |                            |
| 2022 | Días borrosos                 | Guion                                                   |                            |
| 2023 | Ángeles                       | Guion y dirección                                       | En postproducción          |
| 2023 | Lluvia                        | Guion                                                   | En postproducción          |